# Françoise Pitteloud

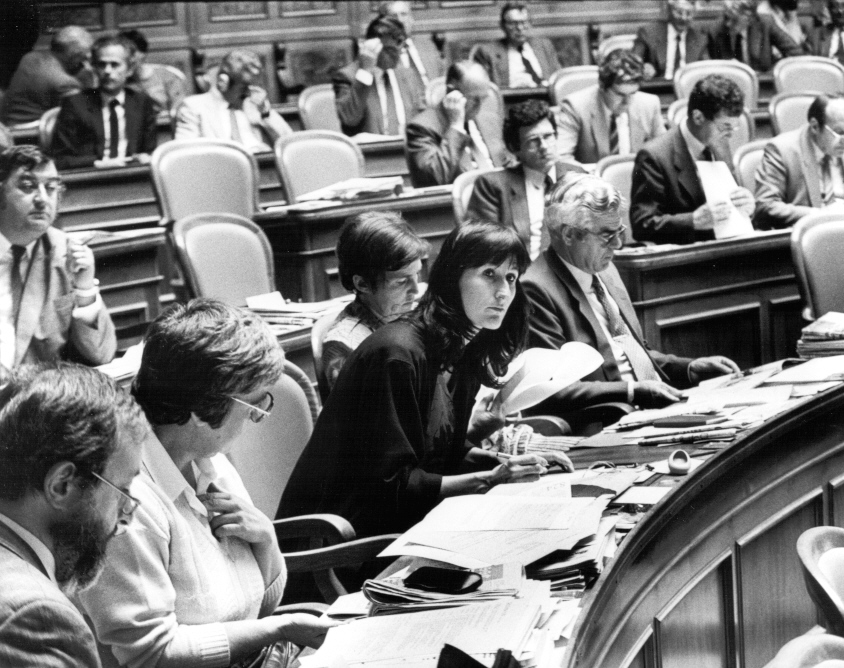
Françoise Pitteloud im Nationalratssaal (1986)

Françoise Pitteloud  (geboren am 3. August 1951 in Martigny; gestorben am 7. August 2022 im Kanton Wallis; heimatberechtigt in Vex) war eine Schweizer Politikerin (SP). Sie war von 1983 bis 1991 Mitglied des Nationalrats.

## Leben

### Herkunft und Ausbildung
Pitteloud war in Sion aufgewachsen. Sie studierte in Lausanne Sozialwissenschaften und Pädagogik. Sie war diplomierte Erzieherin. Sie arbeitete in der Umgebung von Lausanne als Verwalterin einer Werkstätte für geistig behinderte Erwachsene, die nicht ins Erwerbsleben integriert werden können.

### Politik
Pitteloud war von 1975 bis 1978 Präsidentin der Waadtländer Juso und von 1978 bis 1980 Vizepräsidentin der SP Waadt. 1981 rückte sie in den Grossen Rat des Kantons Waadt nach. Im Sommer 1983 rückte sie für Gilbert Baechtold in den Nationalrat nach. Darauf trat sie aus dem Grossen Rat zurück. Bei den Nationalratswahlen 1991 trat sie nicht wieder an, da sie sich um ihre Familie mit ihren drei Kindern kümmern wollte. Sie gab jedoch ihr zivilgesellschaftliches Engagement nicht auf und beteiligte sich an mehreren politischen Kampagnen.
Pitteloud setzte sie sich unter anderem für eine grosszügige Asylpolitik und ein fortschrittliches Eherecht ein. Sie war Präsidentin der Bewegung für eine offene und demokratische Schweiz (Bods).

## Werke (Auswahl)
- mit Chantal Piller: Objets privilégiés et relations éducatives. Etude réalisée dans deux groupes d'enfants handicapés mentaux chez qui insuffisance intellectuelle est associée à des troubles de la personnalité et à des perturbations relationnelles. Lausanne 1979. (Trav. de dipl. Ecole d'études sociales et pédagogiques Lausanne)